# Портулан
Портула́н (или портола́н) — морская карта эпохи Возрождения от конца XIII до XVI века, на которой показана акватория Средиземного и Чёрного морей, а также побережье Атлантического океана за Гибралтаром: на север — от Пиренейского полуострова до Фландрии, включая южные берега Ирландии и Британии, на юг — марокканский берег. Очертания морей, показанные на портуланах, достаточно близки к очертаниям этих же морей на современных картах, чего нельзя сказать о других картах известного европейцам мира — так называемых Mappa mundi, изготовленных в эту же самую эпоху.

## Особенности изображения
Портулан является морской картой в том смысле, что на нём в первую очередь показаны берега морей и острова, находящиеся в этих морях. Различают портуланы двух типов — «итальянский» и «каталонский». На «итальянском» портулане внутренняя территория суши не показывается совсем; на «каталонском» портулане имеются схематические изображения некоторых горных хребтов, рек и других внутренних географических объектов, а также разные дополнительные художественно-декоративные элементы.
Будучи морской картой, портулан рисовался в первую очередь для нужд морской навигации. Для удобства пользования мелкие детали побережья изображены на нём достаточно условно. Небольшие мысы зачастую показываются крупнее, чем они есть на самом деле. Бухты между мысами могут схематично изображаться дугами окружностей. Эстуарии рек обозначены двумя параллельными линиями, входящими в глубь суши. Прибрежные скалы изображены чёрными точками, мели — красными точками. Острова, чтобы их было лучше видно, выделяются разными цветами. 
Вдоль побережий подписаны многие сотни географических объектов — мысы, заливы, реки, порты. Подписи обычно направлены от берега внутрь суши. Поэтому у портулана нет выделенной ориентации подписей, как у современной карты, и его можно рассматривать с разных сторон.
Для изготовления портулана брался качественный пергамент из овечьей шкуры, очень часто — с необрезанной до прямоугольника шейной частью. Типичный лист такого пергамента имел размеры около 100 × 60 см, иногда несколько меньше, иногда больше. Два или четыре прямоугольных листа пергамента могли соединяться вместе для получения более крупной карты.
Многие портуланы снабжены масштабными линейками. Каждое большое деление линейки делится точками на 5 малых делений. В современных мерах большое деление составляет — 60±5 км, малое деление — 12±1 км. Принято считать, что такое малое деление на карте равно 10 милям на местности, где одна миля равна 1,2±0,1 км.

## Сетка румбов
На портуланах нанесена сетка румбов, как правило — для шестнадцати основных направлений. Для построения этой сетки чертится большая вспомогательная окружность, охватывающая заметную часть карты. В этой окружности проводятся два перпендикулярных диаметра в направлениях «север — юг» и «запад — восток». Между ними делением дуг окружности пополам проводятся новые диаметры так, чтобы в итоге окружность была пересечена в шестнадцати равноотстоящих точках. Все пары точек окружности, отстоящих друг от друга на 90° и больше, соединяются прямыми линиями определённых цветов. Большие портуланы, охватывающие всё Средиземноморье, могут быть снабжены сеткой румбов, построенной на основе не одной, но двух касающихся окружностей равного диаметра.
Направление «север — юг» на портуланах систематически отклоняется от географического меридиана на величину от 4° до 12°, разную для разных больших частей Средиземного моря. Естественно считать, что это направление соответствует магнитным меридианам с характерным для данной эпохи магнитным склонением. Капитаны кораблей в открытом море ориентировали свои карты по стрелке компаса, а не по небесным явлениям, указывающим на географические север и юг. Надо думать, что и составители портуланов пользовались в своей работе магнитным компасом, который в XIV веке был уже достаточно хорошо известен.

## Картографическая проекция
Все линии постоянного курса, называемые также локсодромиями, изображаются на плоскости прямыми линиями единственно в проекции Меркатора. Если бы портуланы осознанно строились в определённой картографической проекции, это была бы наклонная проекция Меркатора с цилиндрической осью, ориентированной вдоль земной магнитной оси.
Однако первые авторы портуланов, жившие в XIII веке, вряд ли руководствовались такими абстрактными математическими принципами. Поскольку работа по составлению карт велась почти наверняка с разбиением всей средиземноморской акватории на отдельные бассейны, для каждого бассейна отклонение формы земной поверхности от плоскости было не слишком большим, и линии одного магнитного направления в этих пределах можно было считать параллельными. Когда карты отдельных бассейнов сшивались в одну общую карту, неизбежно возникали некоторые неувязки, но из-за общей вытянутости Средиземного моря в широтном направлении они были не слишком велики. Итоговая карта в пределах Средиземноморья должна была получиться похожей на карту в проекции Меркатора.
Заметные проблемы должны были возникнуть при соединении больших пространств в меридиональном направлении, но такими пространствами для портулана были только Бискайский залив и Британские острова. При этом линия, соединяющая какие-нибудь две точки в Британии и Италии, должна была сильно исказиться как в линейном масштабе, так и по направлению; однако эта линия шла по суше и в морских делах никого не интересовала.

## Возникновение и развитие портуланов
Самый первый портулан, сохранившийся до наших дней — это так называемая Пизанская карта, датируемая обычно приблизительно 1290 годом (имеется недавняя попытка датировать её серединой XIV столетия). Она заметно отличается во многих деталях от несколько более поздних портуланов первой половины XIV века. Западное Средиземноморье показано на ней не столь детально, как на последующих картах. Океанское побережье Атлантики изображено весьма условно по очертаниям и с совсем немногими деталями. Адриатическое море заметно перекошено по отношению к другим частям карты: в результате итальянский «сапог» выглядит заметно более толстым, чем он есть на самом деле. Подписанными отметками здесь плотнее всего покрыты побережья Прованса, Лигурии и Западной Италии, а также Святой Земли, что соответствует предполагаемому генуэзскому происхождению этой карты. К сожалению, черноморская часть Пизанской карты безнадёжно испорчена.
Портуланов XIV–XV веков сохранилось примерно полторы сотни; ясно, что они изготавливались тысячами. На портуланах Анджелино Дульсерта и мастерской Весконте, датируемых 1311-1325 годом, побережье Атлантики вплоть до Фландрии уже показано с той же степенью деталировки, что и Средиземноморье. Происхождение, картографическая проекция и технология изготовления этих карт неизвестны. Некоторые уточнения делались и позднее для Британских островов. Кроме того, на более поздние портуланы второй половины XIV века был нанесён ряд островов в Атлантике — Канарские острова, Мадейра, Азорские острова. 
В последующее время установленные очертания берегов как правило только копируются, на них уточняются названия и флаги владычества, но новых картографических съёмок в Средиземноморском регионе уже не производится. Портуланы перерисовывались из поколения в поколение до тех пор, пока европейская картография не достигла достаточно высокого уровня и не смогла дать карты, превосходящие портуланы по качеству. Некоторое ухудшение в изображении отдельных мелких деталей относится на счёт копировщиков, проявлявших небрежность при перерисовывании источников. Карты Средиземноморья, относящиеся к этому же типу, продолжали массово изготавливаться и в XVI веке, уже после открытия Нового света и пути в Индию вокруг Африки. 
Портуланами пользовались не только моряки христианской Европы, но также и мусульманские мореплаватели. От эпохи XIV–XV веков сохранились четыре портулана магрибского происхождения, изготовленные в Андалусии или в Тунисе. Они выполнены в той же традиции, что и портуланы христианской Европы. Началом XVI века датируется «Книга морей» османского адмирала Пири-реиса — атлас, содержащий большое количество детализированных изображений различных частей Средиземного и Чёрного морей — вплоть до отдельных островов и гаваней.